# Добрі наміри (фільм, 1984)
«Добрі наміри» — радянський художній фільм 1984 року, знятий на Кіностудії ім. О. Довженка, режисером Андрія Бенкендорфа. Екранізація однойменної повісті Альберта Ліханова.

## Сюжет
Після закінчення педінституту Надія їде з Києва і стає вихователькою молодшої групи школи-інтернату провінційного міста. Щоб діти не відчували себе обділеними, вона вирішує привернути увагу бездітних сімей до дитбудинку…

## У ролях
- Марина Яковлєва — Надя, Надія Георгіївна, вихователька молодшої групи школи-інтернату
- Юрій Платонов — Аполлон Аполлінарійович, директор школи-інтернату
- Марія Баленко — Анечка Невзорова
- Альона Мущицька — Аллочка Ощепкова
- Надія Лубочкова — Зінка Пермякова
- Олексій Кваснюк — Сева Агапов
- Сергій Семянов — Коля Урванцев
- Сергій Варчук — Віктор Лобов, співробітник редакції
- Емілія Сердюк — Лепестінья, Липа, квартирна хазяйка Наді
- Римма Маркова — Олена Євгенівна, завуч
- Людмила Сосюра — Агнеса Данилівна Запорожець
- В'ячеслав Воронін — Ігор Павлович Запорожець
- Світлана Тормахова — Лариса Петрівна Невзорова, мати Ганнусі, позбавлена батьківських прав
- Раїса Куркіна — Євдокія Петрівна Салтикова, стоматолог
- Микола Шутько — Никанор Никанорович Парамонов, підполковник у відставці
- Галина Довгозвяга — Анна Петрівна Поварьожкіна, багатодітна мати, бухгалтер
- Лесь Сердюк — Семен Петрович Поварьожкін, шофер
- Варвара Сошальська — Наталія Іванівна Макарова, директор дитбудинку
- Регіна Темір-Булат — Нонна Самвелівна
- Людмила Лобза — Маша
- Людмила Алфімова — епізод
- Людмила Мизнікова — епізод
- Неоніла Гнеповська — епізод
- Віктор Мірошниченко — Глушко, дільничний
- Іван Матвєєв — сторож
- Ольга Реус-Петренко — епізод
- Сергій Пономаренко — гість Невзорова
- Володимир Ставицький — гість Невзорова
- Катерина Фокіна — епізод
- Леонід Яновський — Степан Іванович

## Знімальна група
- Режисер — Андрій Бенкендорф
- Сценарист — Альберт Ліханов
- Оператор — Олександр Яновський
- Художник — Вульф Агранов

## Нагороди
- Приз та диплом 18-го Всесоюзного кінофестивалю (Мінськ):[1] у програмі художніх фільмів для дітей та юнацтва  — 1985 р.
- Головний приз Держкіно УРСР за найкращий фільм
- Диплом актрисі (М. Яковлєва) на Кінофестивалі в Хмельницькому — 1985 р.
- приз і диплом Міністерства освіти СРСР Московського Кінофестивалю — 1985 р.
- спеціальний приз журі Міжнародного кінофестивалю дитячих і юнацьких фільмів в Хіхоні (Іспанія)[2] — 1985 р.